# Aircel Chennai Open 2013
L'Aircel Chennai Open 2013 è stato un torneo di tennis giocato sul cemento. È stata la 18ª edizione del torneo che fa parte dell'ATP World Tour 250 series nell'ambito dell'ATP World Tour 2013. Si è giocato nell'impianto di SDAT Tennis Stadium di Chennai, nella regione del Tamil Nadu in India, dal 31 dicembre al 6 gennaio 2013.

## Partecipanti

### Teste di serie
| Nazionalità   | Giocatore        | Ranking | Testa di serie* |
| ------------- | ---------------- | ------- | --------------- |
| Rep. Ceca     | Tomáš Berdych    | 6       | 1               |
| Serbia        | Janko Tipsarević | 9       | 2               |
| Croazia       | Marin Čilić      | 15      | 3               |
| Svizzera      | Stan Wawrinka    | 17      | 4               |
| Francia       | Benoît Paire     | 47      | 5               |
| Paesi Bassi   | Robin Haase      | 56      | 6               |
| Giappone      | Gō Soeda         | 58      | 7               |
| Taipei cinese | Lu Yen-hsun      | 60      | 8               |

* Le teste di serie sono basate sul ranking al 12 novembre 2012.

### Altri partecipanti
I seguenti giocatori hanno ricevuto una wildcard per il tabellone principale:
- Yuki Bhambri
- Somdev Devvarman

I seguenti giocatori sono passati dalle qualificazioni:

- Ruben Bemelmans
- Cedrik-Marcel Stebe
- Prakash Amritraj
- Rajeev Ram

## Campioni

### Singolare
Janko Tipsarević ha sconfitto in finale  Roberto Bautista Agut per 3-6, 6-1, 6-3.
- È il quarto titolo in carriera per Tipsarevic, il primo del 2013.

### Doppio
Benoît Paire /  Stan Wawrinka hanno sconfitto  Andre Begemann /  Martin Emmrich per 6-2, 6-1.